# Canton de Beaumont-du-Périgord
Pour les articles homonymes, voir Canton de Beaumont.
Le canton de Beaumont-du-Périgord, précédemment nommé canton de Beaumont, est une ancienne division administrative française située dans le département de la Dordogne, en région Aquitaine.

## Historique
- Comme un grand nombre de cantons français, le canton de Beaumont est créé en 1790, d'abord rattaché au district de Belvès, puis en 1801 à l'arrondissement de Bergerac[C 1]. À cette date, cinq autres communes lui sont rattachées[1].

- De 1833 à 1848, les cantons de Beaumont et d'Issigeac avaient le même conseiller général. Le nombre de conseillers généraux était limité à 30 par département[2].

- À la suite de la modification du nom de son chef-lieu en 2001, le canton de Beaumont est devenu canton de Beaumont-du-Périgord.

### Redécoupage cantonal de 2014-2015
Par décret du 21 février 2014, le nombre de cantons du département est divisé par deux, avec mise en application aux élections départementales de mars 2015. Le canton de Beaumont-du-Périgord est supprimé à cette occasion. Ses douze communes sont alors rattachées au canton de Lalinde.

## Géographie
Ce canton était organisé autour de Beaumont-du-Périgord dans l'arrondissement de Bergerac. Son altitude variait de 42 m (Bayac) à 235 m (Nojals-et-Clotte) pour une altitude moyenne de 144 m.

## Représentation

### Conseillers généraux de 1833 à 2015
Avant 1833, les conseillers généraux étaient désignés, et ne représentaient pas un canton déterminé.
| Période | Période      | Identité                                  | Étiquette                                       | Qualité |
| ------- | ------------ | ----------------------------------------- | ----------------------------------------------- | --- |
| 1833    | 1845         | Simon Laborie                             |                                                 | Procureur du Roi à Bergerac Propriétaire à Issigeac |
| 1845    | 1848         | Pierre Goussal                            |                                                 | Maire de Beaumont |
| 1848    | 1852         | Joseph Saint-Mars-Rigaudie                | Montagne                                        | Propriétaire à Courbarieux (Beaumont) Représentant du peuple (1849-1851)                                                                                |
| 1852    | 1877 (décès) | Pierre Gontier Dusoulas                   | Républicain                                     | Propriétaire, maire de Saint-Avit-Sénieur Président du Conseil général                                                                                  |
| 1878    | 1883         | Jules Dusoulas (frère du précédent)       | Républicain                                     | Propriétaire à Saint-Avit-Sénieur |
| 1883    | 1892         | Jean-Baptiste de Laulanié de Sainte-Croix | Droite légitimiste                              | Propriétaire - Maire de Beaumont |
| 1892    | 1899 (décès) | Jacques Villeréal                         | Républicain                                     | Officier supérieur Maire de Montferrand-du-Périgord |
| 1899    | 1908 (décès) | Martial-Emmanuel Royère                   | Rad.                                            | Maire de Saint-Avit-Sénieur, conseiller d'arrondissement                                                                                                |
| 1908    | 1919         | Élie-Justin Combe                         |                                                 | Négociant - Maire de Beaumont |
| 1919    | 1934         | Jean Pampouille                           | RG                                              | Planteur de tabac Maire de Saint-Avit-Sénieur, conseiller d'arrondissement                                                                              |
| 1934    | 1940         | Guillaume Bouysset                        | Rad.                                            | Maire de Sainte-Croix (1912-1947) |
|         |              |                                           |                                                 | |
| 1945    | 1959 (décès) | Jean Denuel                               | Rad.                                            | Hongreur Conseiller municipal de Beaumont, ancien conseiller d'arrondissement                                                                           |
| 1959    | 1961         | René Denuel                               | Rad.                                            | Inséminateur, Beaumont |
| 1961    | 1967         | Jacques Dutour                            | Rad.                                            | Notaire - Maire de Beaumont (1959-1989) |
| 1967    | 1973         | Paul Bouchelot                            | DVD puis PS                                     | Maire-adjoint de Beaumont |
| 1973    | 1979         | Jacques Dutour                            | UDR puis DVD                                    | Notaire - Maire de Beaumont (1959-1989) |
| 1979    | 1998         | Paul Testut                               | PS                                              | Agriculteur - Maire de Beaumont (1989-1995) |
| 1998    | 2015         | Dominique Mortemousque                    | Union des démocrates de la Dordogne (UDD) / UMP | Agriculteur Maire de Beaumont-du-Périgord puis de Beaumontois en Périgord depuis 2008 Sénateur (2002-2008) Ancien maire de Nojals-et-Clotte (1995-2008) |

### Conseillers d'arrondissement (de 1833 à 1940)
| Période                                  | Période      | Identité                      | Étiquette    | Qualité |
| ---------------------------------------- | ------------ | ----------------------------- | ------------ | --- |
| Les données manquantes sont à compléter. |              |                               |              | |
| 1833                                     | 1845         | Jean Baptiste Foussal         |              | Maire de Beaumont                                                                                           |
| 1845                                     | 1848         | Pierre Auguste Eyguière       |              | Notaire, maire de Saint-Jean-d'Eyraud                                                                       |
|                                          |              |                               |              | |
| 1852                                     | 1858         | François Victor de Constantin |              | Maire de Beaumont                                                                                           |
| 1858                                     | 1866 (décès) | Félix Foussal                 |              | Docteur en médecine, maire de Beaumont                                                                      |
| 1866                                     | 1870         | M. Deltheil-Cluzeau           |              | Maire |
| 1871                                     | 1881 (décès) | Anasthase Gérard              |              | Maire de Beaumont                                                                                           |
| 1881                                     | 1895         | Gustave de Laulanié fils      | Conservateur | Propriétaire à Sainte-Croix                                                                                 |
| 1895                                     | 1899         | Martial-Emmanuel Royère       | Rad.         | Maire de Saint-Avit-Sénieur                                                                                 |
| 1899                                     | 1913         | Jean Castang                  | Républicain  | Cultivateur à Sainte-Sabine                                                                                 |
| 1913                                     | 1919         | Jean Pampouille               | Républicain  | Président du syndicat des planteurs de tabac, maire de Saint-Avit-Sénieur                                   |
| 1919                                     | 1922         | Édouard Fullia                | Républicain  | Propriétaire à Beaumont                                                                                     |
| 1922                                     | 1931         | M. Capelle                    | Républicain  | Maire de Labouquerie                                                                                        |
| 1931                                     | 1940         | Jean Dénuel                   | Rad.         | Hongreur, conseiller municipal de Beaumont                                                                  |
| 1940                                     |              |                               |              | Les conseils d'arrondissement ont été suspendus par la loi du 12 octobre 1940 et n'ont jamais été réactivés |

Sources : "Annuaires et calendriers 1789-1842 " sur le site des archives départementales de la Dordogne. https://archives.dordogne.fr/r/72/fonds-imprimes/annuaires-et-calendriers?arko_default_6076b1c79b335--ficheFocus=

## Composition

### Avant 1801
Dans les premières années de la Révolution, les deux communes de Bannes et de Saint Martin de Montcany fusionnent avec Beaumont ; celle de Saint Cernin des Fossés fusionne avec Labouquerie, et celle de Le Bel avec Sainte Sabine. Après ces fusions et jusqu'en 1801, le canton se compose de neuf communes :
- Beaumont[C 1] ;
- Born[C 6] ;
- Bourniquel[C 7] ;
- Clottes[C 8] ;
- La Bouquerie[C 9] ;
- Naujal[C 10] ;
- Rempieu[C 11] ;
- Saint Avit Senieur[C 12] ;
- Sainte Sabine[C 13].

### De 1801 à 1825
En 1801, un important redécoupage cantonal est effectué. Le canton de Montferrand est supprimé. Deux de ses communes (Montferrand et Sainte Croix) sont alors rattachées au canton de Beaumont. Deux des communes du canton de Lalinde (Bayac et Monsac) en font de même ainsi que Naussannes, détachée du canton d'Issigeac. Le canton de Beaumont se compose alors de quatorze communes :

### De 1825 à 1973
En 1825, Clotte fusionne avec Nojals qui prend le nom de Nojals-et-Clotte. Le nombre de communes descend à treize.

### De 1974 à 2015
En 1974, Born-de-Champs entre en fusion-association avec Sainte-Sabine qui devient Sainte-Sabine-Born. Entre 1974 et 2015, le canton se compose donc de douze communes : Bayac, Beaumont puis Beaumont-du-Périgord, Bourniquel, Labouquerie, Monsac, Montferrand-du-Périgord, Naussannes, Nojals-et-Clotte, Rampieux, Saint-Avit-Sénieur, Sainte-Croix et Sainte-Sabine-Born.

## Démographie
| 1962  | 1968  | 1975  | 1982  | 1990  | 1999  | 2006  | 2011  | 2012  |
| ----- | ----- | ----- | ----- | ----- | ----- | ----- | ----- | ----- |
| 3 867 | 3 744 | 3 592 | 3 505 | 3 412 | 3 488 | 3 602 | 3 616 | 3 615 |